# Karel Baxa (odbojář)

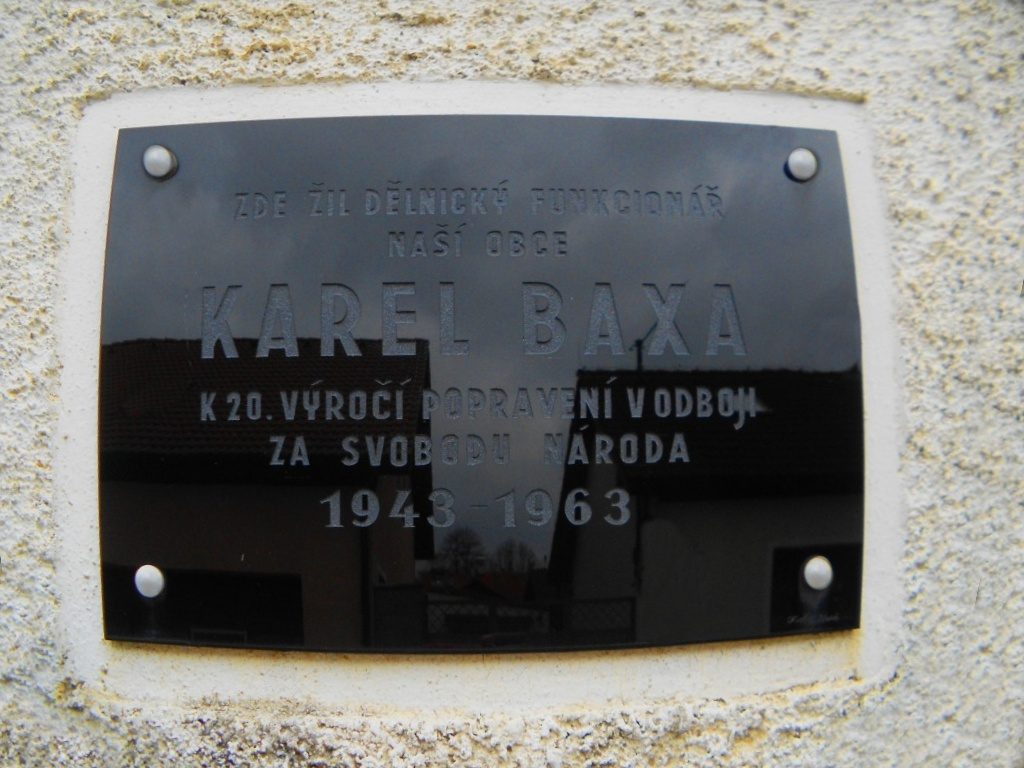
Pamětní deska v Radobyčicích

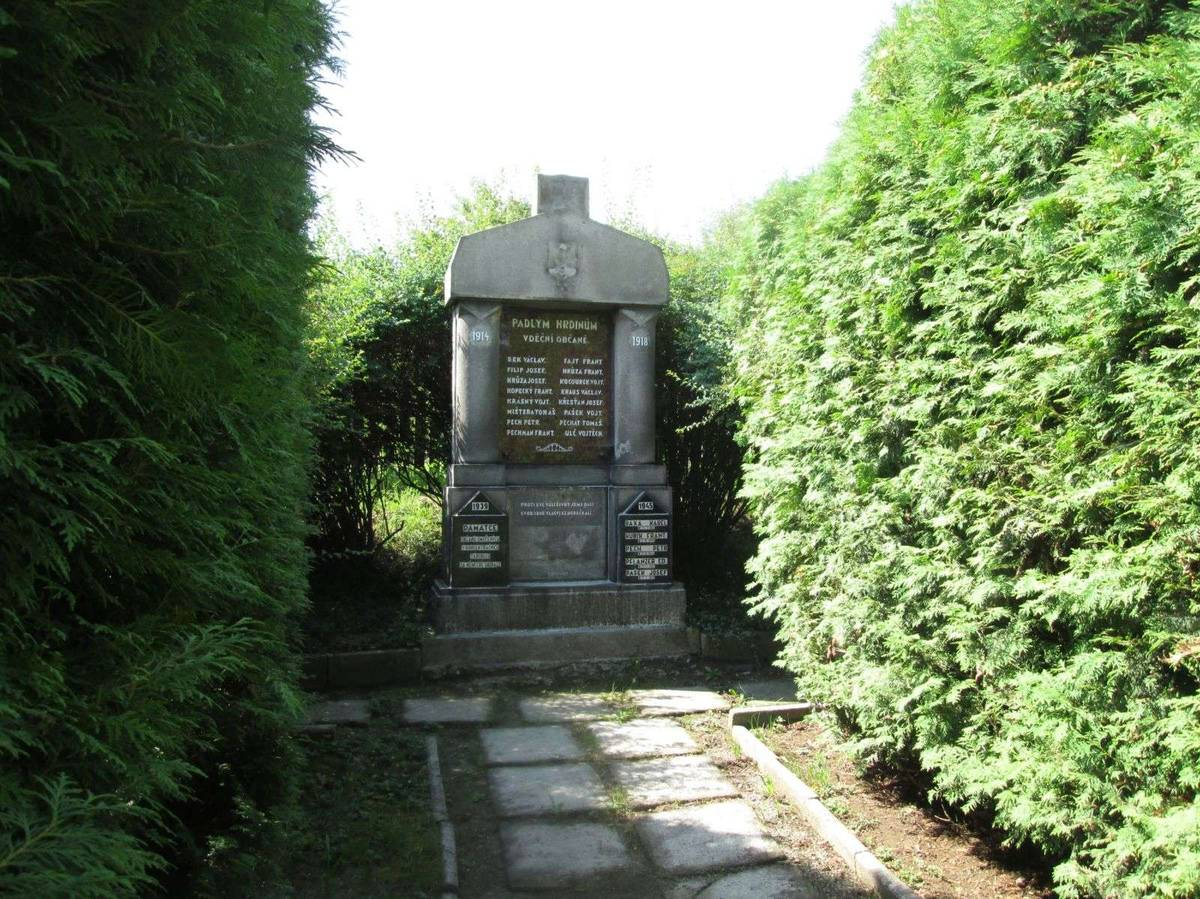
Pomník padlým v 1. a 2. světové válce (Dlážděná, Plzeň–Radobyčice)

Karel Baxa (21. ledna 1891 Ptenín – 15. května 1943 Berlín-věznice Plötzensee) byl starosta Radobyčic, český odbojář a spolupracovník Operace Anthropoid z období druhé světové války umučený nacisty. V důsledků brutálních výslechů zemřel ve vězení dříve, než měla být vykonána poprava.

## Život před válkou
Karel Baxa se narodil 21. ledna 1891 v Pteníně u Plzně do rodiny chalupníka Václava Baxy a Kateřiny Baxové, rozené Krsové. Oženil se s Marií Bekovou a v roce 1920 se přestěhoval do Radobyčic a bydlel ve Slunné ulici 69/3. Od roku 1931 zde působil jako kronikář, v roce 1933 byl zvolen starostou obce, jímž byl až do své smrti. Jako dělník pracoval v plzeňské Škodovce.

## Odboj
Koncem roku 1941 se stal členem plzeňské pobočky Ústředního vedení odboje domácího (ÚVOD). Do této organizace ho přijímali Václav Rusý a Karel Prokop z plzeňské odbojové skupiny Vašek-Čeněk. Karel Baxa se podílel na shánění potravinových a oděvních lístků i financí pro podporu odbojového hnutí a rozšiřoval ilegální protiněmecké letáky. V Radobyčicích se konaly schůzky plzeňských odbojářů.
Jako starosta mohl Karel Baxa legalizovat pobyt osob tím, že se podílel na vydávání falešných dokladů a dokumentů. Falešné osobní doklady zajistil pro Karla Prokopa, který do Plzně uprchl po zátahu na jinonický akcíz. Spolupracoval s vrchním policejním inspektorem Václavem Králem. V noci z 28. na 29. prosince 1941 seskočili u obce Nehvizdy parašutisté Jozef Gabčík a Jan Kubiš z výsadku Anthropoid. Poté, co se přesunuli na záchytnou adresu k Václavu Královi do Plzně, jim Karel Baxa opatřil kvalitní padělané doklady na jména "Zdeněk Vyskočil" (Jozef Gabčík) a "Otto Strnad" (Jan Kubiš).
Řada pronásledovaných lidí se ukrývala v plzeňské nemocnici. Karel Baxa s Václavem Rusým zde byli napojeni na profesora MUDr. Františka Šimeru a jeho asistenta MUDr. Viléma Hlinku.
Gestapo nakonec přišlo skupině Vašek-Čeněk na stopu. Dne 30. června 1942 se Vítězslav Dvořák vypravil z Plzně do Prahy na Smíchovské nádraží, aby zde vyzvedl ukrytou vysílačku. Gestapo ho ale sledovalo a byl zatčen a brutálně vyslýchán. Následně byli zatčeni i další spolupracovníci, včetně Václava Rusého a Karla Baxy.

## Zatčení, věznění, smrt
Karel Baxa byl zatčen 5. srpna 1942 a po zatčení dlouho vězněn v Plzni. Na konci ledna 1943 byl převezen do Prahy a odtud pak do Charlottenburgu v Berlíně. Dne 12. března 1943 byl lidovým soudem, tzv. Volksgerichtem, odsouzen k trestu smrti. Popraven měl být 26. května, avšak v důsledku brutálních výslechů zemřel na infarkt dne 15. května 1943 ve věznici Plötzensee dříve, než mohla být poprava vykonána. Jeho manželka byla informována telegramem a za vydání manželova oblečení a osobních věcí jí věznice naúčtovala 2,50 říšských marek.

## Po válce
Po válce byl Karel Baxa vyznamenán in memoriam Československým válečným křížem 1939. Chvíli před svým zatčením údajně ukryl v lese u Radobyčic nějaké dokumenty. Dodnes se je však nikdo nepokusil nalézt a vyzvednout.

## Připomínka
- Na domě, kde Karel Baxa žil, Plzeň - Radobyčice, Slunná 69/3, je umístěna pamětní deska s nápisem: "ZDE ŽIL DĚLNICKÝ FUNKCIONÁŘ NAŠÍ OBCE / KAREL BAXA / K 20. VÝROČÍ POPRAVENÍ V ODBOJI / ZA SVOBODU NÁRODA / 1943 - 1963".[4]
- Jeho jméno je uvedeno na pomníku obětem 1. a 2. světové války na návsi v Plzni - Radobyčicích, v ulici Dlážděná.[5]